# Ōbu, Aichi
Ōbu (大府市 (Đại Phủ) Ōbu-shi) là thành phố thuộc tỉnh Aichi, Nhật Bản.

## Người nổi tiếng
- Ishikawa Hideki: họa sĩ trang biếm hoạ
- Kurumi Shimizu: diễn viên
- Nagata Masayoshi: Giáo sư danh dự Đại học Kyoto
- Takezawa Kyōko: Nghệ sĩ vĩ cầm

## Thành phố kết nghĩa
- City of Port Phillip